# Löttinge
Löttinge är en kommundel i Täby kommun, Stockholms län. Den ligger i kommunens norra del och gränsar till Vågsjö, Skogberga, Gribbylund och Arninge. 
Kommundelen är glesbebyggd, utom i den södra delen, på gränsen mot Gribbylund, där villaområdet Löttingelund ligger. Löttingetunneln passerar under kommundelen.

## Löttinge gård
Kommundelen har fått sitt namn från Löttinge gård, som ligger centralt i området. Gården ägdes tidigare av Täby kommun, men såldes 2016 till ett privat företag. Tanken var att bland annat bedriva ridskola, men den verksamheten har upphört.
Vid Löttinge gård finns en stuga från 1700-talet som kallas Hönshuset. Den är ursprungligen byggd som en bostad, men har sedan haft många funktioner, bland annat som hönshus. I stugan finns äldre väggmålningar. Stugan har under 2017-2018 genomgått en omfattande restaurering av tak och timmerstomme.